# (81790) Lewislove
(81790) Lewislove est un astéroïde de la ceinture principale.

## Description
(81790) Lewislove est un astéroïde de la ceinture principale. Il fut découvert le 2 mai 2000 à la station Anderson Mesa par Larry H. Wasserman. Il présente une orbite caractérisée par un demi-grand axe de 2,62 UA, une excentricité de 0,02 et une inclinaison de 0,7° par rapport à l'écliptique.

## Compléments